# Gabriele Peus
Gabriele Peus, née le 25 juillet 1940 à Münster, est une femme politique allemande.
Membre de l'Union chrétienne-démocrate d'Allemagne, elle siège au Parlement européen de 1984 à 1989. 